# Fronteira Moçambique–Zimbábue
A fronteira entre Moçambique e Zimbábue inicia-se desde a tríplice fronteira com a Zâmbia, ao norte, até à tríplice fronteira com a África do Sul, ao sul.

## Descrição

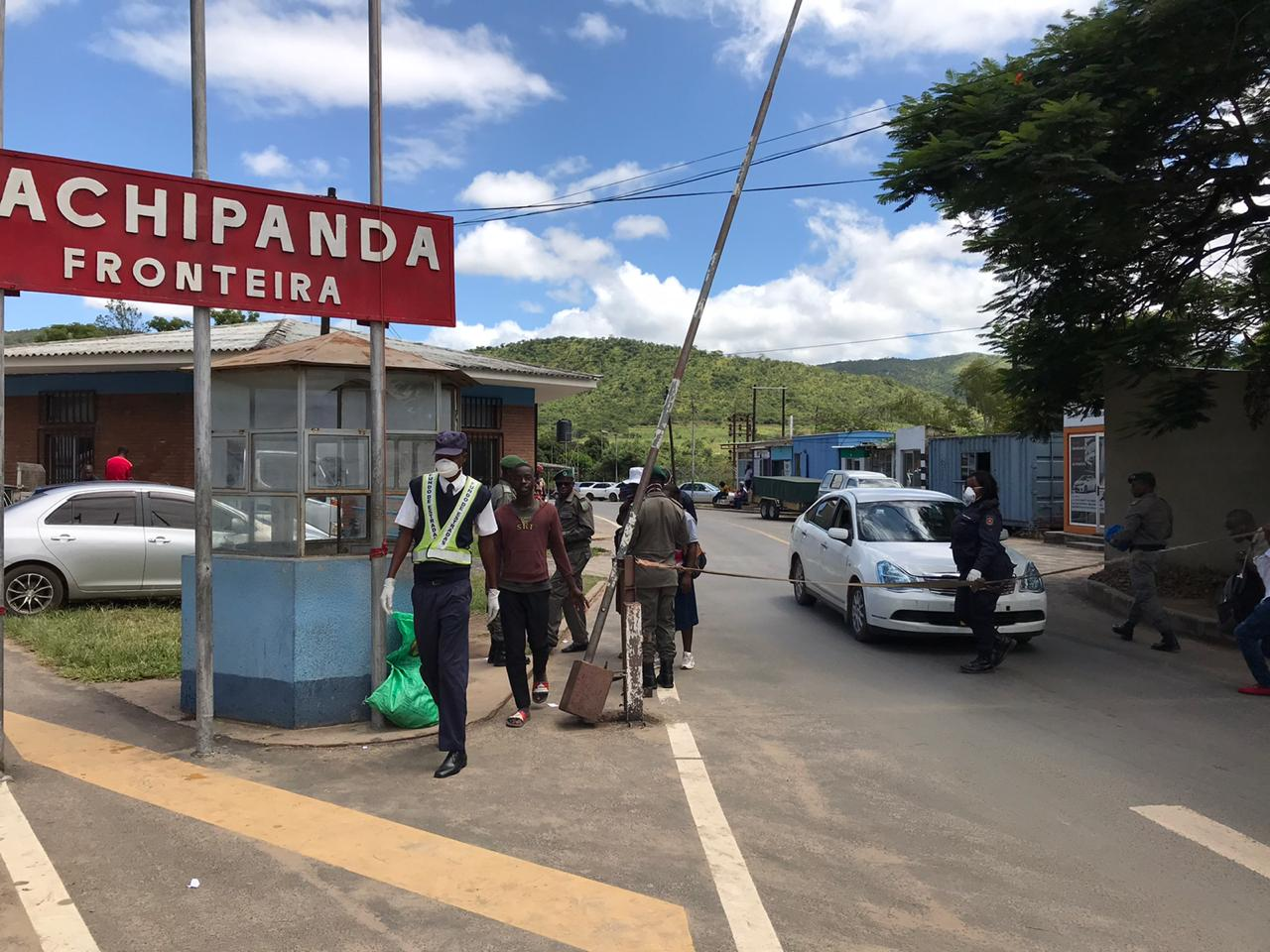
Posto fronteiriço de Machipanda, o mais importante posto da fronteira moçambicana-zimbabueana

A fronteira entre Moçambique e o Zimbábue é a linha de 1231 km de extensão, que vai do norte do Zimbábue para o leste do país, daí indo para o sul. Separa esse país do território de Moçambique. Nas proximidades dessa fronteira fica o Monte Binga em Moçambique, nas proximidades de Chimoio, capital da província de Manica. Do lado do Zimbábue', junto à fronteira fica o monte Nyangani.
No norte, há uma fronteira tríplice Zimbábue-Moçambique-Zâmbia, por onde passa o rio Zambeze. No sul, a tríplice fronteira é dos dois países com a África do Sul. Uma parte da linha limítrofe segue o paralelo 16 S.
A fronteira separa as províncias (do norte para o sul):
- Zimbábue: Maxonalândia Central, Maxonalândia Oriental, Manicalândia, Masvingo.
- Moçambique: Tete, Sofala, Manica, Gaza.

A fronteira é geralmente delimitada por rios e trechos retos. Começa na tríplice fronteira da Zâmbia na confluência do rio Zambeze e do rio Luangua e estende-se geralmente na direção norte-sul seguindo vários rios incluindo o Mucumbura, o Mazoe, o Gairezi e o Pungoé. Na parte central, a fronteira atravessa uma área de numerosas escarpas e picos entre as montanhas Nyanga e as montanhas Chimanimani. A parte final do percurso é delimitada por uma linha quase reta que atinge a confluência dos rios Luvuvhu e Limpopo e a tríplice fronteira com a África do Sul.
A fronteira de Moçambique com as antigas colónias britânicas do sul da África, tais como África do Sul, Zâmbia, Maláui, Tanzânia, veio sendo definida desde o início da dominação portuguesa em 1498, até que Moçambique se tornasse uma Província de Ultramar de Portugal em 1951. No entanto, grande parte desta fronteira foi estabelecida pelo Tratado Anglo-Português de 1891.